# Nomada pesenkoi
Nomada pesenkoi là một loài Hymenoptera trong họ Apidae. Loài này được Schwarz mô tả khoa học năm 1987.